# پاسیکی (استان اوپوله)
پاسیکی (به لهستانی: Pasieki) یک منطقهٔ مسکونی در لهستان است که در گمینا اوتموخوو واقع شده‌است.